# Седмікча
Седмікча́ (рос. Седмикча) — річка в Ярському районі Удмуртії, Росія, права притока Вятки.
Бере початок на Верхньокамській височині, серед тайги. Протікає на південний схід та північ, впадає до річки В'ятка на кордоні з Глазовським районом.